# Zamkowa Góra (Pieninen)
Die Zamkowa Góra ist ein Berg in den polnischen Mittleren Pienen, einem Gebirgszug der Pieninen, mit 799 m. ü.N.N. im Massiv Trzy Korony. Der Gipfel liegt ca. 400 Meter über dem Tal des Dunajec.

## Lage und Umgebung
Die Zamkowa Góra liegt im Hauptkamm der Pieninen. Südlich des Gipfels liegt der Dunajec-Durchbruch, nördlich liegt das Tal der Krośnica. 

## Etymologie
Der polnische Name Zamkowa Góra kommt von der Pieninen-Burg, die auf dem Gipfel des Berges im 13. Jahrhundert gebaut wurde, und lässt sich als Burgberg übersetzen.

## Tourismus
Der Gipfel ist von allen umliegenden Ortschaften leicht auf markierten Wanderwegen erreichbar. 

### Routen zum Gipfel
Markierte Routen zum Gipfel führen von Szczawnica und Czorsztyn:
- ▬ der blau markierte Kammweg von Czorsztyn über die Czorsztyner Pieninen und den Bergpass Przełęcz Szopka sowie den Gipfel der Trzy Korony auf den Berg und weiter in die Pieninki und hinab zum Fluss Dunajec zur Überfahrt Nowy Przewóz nach Szczawnica.

## Panorama

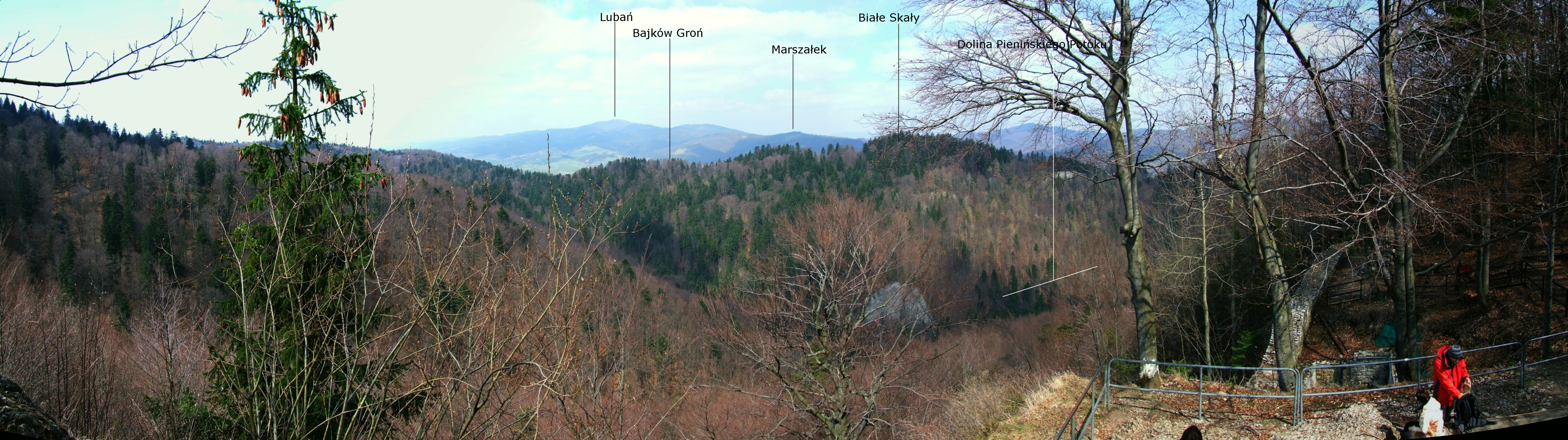
Panorama von der Burgruine